# 銀座の踊子
『銀座の踊子』（ぎんざのおどりこ）は1950年2月7日に公開された日本映画。製作は宝映プロダクション。配給は東宝。モノクロ、スタンダード。

## 解説
真鍋八千代、俵藤丈夫を主体とする宝映プロダクションの第一作であり東宝自主再開の第一作品ともなるもの。脚本は『右門捕物帖 謎の八十八夜』（鏡二郎と協同）の八尋不二、監督田尻繁はPCL時代からの人で阿部豐、瀧澤英輔、山本嘉次郎らの助監を経て、この作品で一本立ちとなったもの。撮影は『殿様ホテル』の曾田吉男(原節子の義弟)、出演者では昨年東京新聞のニュー・フェイス・ノミネーションで合格した山本眞理江、日劇ダンシング・チームから荒川和子と大島由紀子、谷さゆりの四人が抜擢されたほか金子信雄、高原駿雄(文学座)、渡辺篤、小夜福子、北沢彪などが加わる。なお劇中レヴュー場面には灰田勝彦、笠置シヅ子、岸井明、益田隆、荻野幸久、あきれたぼういず、灰田晴彦とニュー・モアナ、後藤博とデキシー・ランダースなどのほか日劇ダンシング・チーム250名が出演する。

## あらすじ
きらめく東京の不夜城日劇では今けんらんとレヴューが展開している。ライン・ダンサーの瞳、マリ、由紀、光子は何れもソロ・ダンスの抜擢候補だったが、瞳はライン・ダンスに集団芸術の尊さを感じて演出助手笠原の奬める意見に反対であった。しかし二人は愛し合っていた。マリには戦前心を誓い合った永井という男がいたが彼は戦傷による発声障害と顔の傷痕のためにひがんで悪に走って密貿易団の一味に加わり、顔をマスクで隠してはマリに会いに来ていた。永井と同じ一味の大塚は永井の使いで度々マリを訪れている中に二人の仲は深くなった。華やかな公演も楽日近く、次期公演の抜擢決定の日が来た。可憐な光子はふと傷めた脚の骨折から医師に引退を命ぜられた。ソロ・ダンスは瞳と決まったが彼女はライン・ダンスの希望を捨てずにこれを断ったためにソロは秀才型の努力家由紀に決まった。いよいよ初日の日、華やかなレヴューの開幕、マリと大塚に裏切られて復讐の鬼となった永井は拳銃を擬して二人に迫った。轟音に騒然となる場内、追う永井、逃げる大塚、遂に警官隊に出動となった。興奮のうちに舞台はフィナーレが近付いて来る。……。

## キャスト
- 大川平八郎
- 北沢彪
- 小夜福子
- 金子信雄
- 荒川和子
- 山本真理江
- 灰田勝彦
- 岸井明
- 藤山一郎
- 笠置シヅ子

## スタッフ
- 製作：山本紫朗
- 脚本：八尋不二
- 音楽：紙恭輔
- 撮影：会田吉男
- 美術：北辰雄
- 録音：藤好昌生
- 照明：伊藤一男
- 監督：田尻繁